# Mahmut Cuhruk
Mahmut Celâlettin Cuhruk (* 1. März 1925 in Yozgat;  † 8. Oktober 2018) war ein türkischer Jurist und von 1988 bis 1990 Präsident des türkischen Verfassungsgerichts.

## Laufbahn
Nachdem Cuhruk 1947 sein Studium an der juristischen Fakultät der Universität Ankara abgeschlossen hatte, wurde er als stellvertretender Staatsanwalt in Diyarbakır tätig. Später war er Staatsanwalt in Kurtalan, Kalecik und Diyarbakır und Ermittlungsrichter beim türkischen Justizministerium. 1973 wurde er zum Mitglied des türkischen Kassationshofs und 1981 zum ordentlichen Mitglied des türkischen Verfassungsgerichts ernannt. Dort wurde er am 2. März 1988 zum Präsidenten gewählt und war bis zum 1. März 1990 im Amt.